# 張鏊
張鏊（？年—1572年），字濟甫，號蒙谿，江西南昌府南昌縣大木山人，民籍。

## 生平
嘉靖元年（1522年）壬午科江西鄉試舉人，嘉靖五年（1526年）丙戌科第二甲第七名進士。考选翰林院庶吉士，六年十一月授礼部主事，歷升祠祭司郎中，十八年十二月升浙江提学副使，二十一年九月升辽东苑马寺卿，二十四年闰正月升广东布政司左参政，歷升广东左布政使，三十年八月升南京太常寺卿，三十二年闰三月升南京大理寺卿，三十三年四月升南京工部右侍郎，十二月改任南兵部右侍郎，三十四年五月升北刑部左侍郎，七月三载绩满，荫其子张绪为国子生。九月升南京兵部尚书、参赞机务，三十九年（1560年）二月因南京振武营兵乱，督储侍郎黄懋官被杀，四月被令致仕。家居十三年后去世。
张鏊也是明朝大将劉綖的岳父。

## 家族
曾祖张簡明。祖父张颖。父亲张记（1453年-1531年），字巨博，號坦菴，封承德郎南京刑部主事。母熊氏，封安人，广西佥事熊景次女。生四子：张钦、张钱、张鑑、张鏊。兄张钦，字敬之，以儒士中式弘治十四年辛酉科舉人，初授岳州训导，升广东清远知县，调程乡县，升南京刑部主事，歷本部郎中。